# Witold Korski
Witold Korski (ur. 24 lipca 1918 w Tarnobrzegu, zm. 8 sierpnia 2003 w Krakowie) – polski architekt, medalier, rysownik, rzeźbiarz, wykładowca akademicki. Student Wydziału Architektury Politechniki Warszawskiej, oraz absolwent Wydziałów Politechnicznych Akademii Górniczej i Akademii Sztuk Pięknych w Krakowie. Asystent Adolfa Szyszko-Bohusza. Profesor na Wydziale Architektury Politechniki Krakowskiej. Laureat honorowej nagrody SARP w 1990.

## Życiorys
Studiował architekturę w Warszawie w latach 1936–1939, lecz dyplom uzyskał w 1947 na wydziale architektury Akademii Górniczo-Hutniczej w Krakowie, a w 1948 ukończył studia na Akademii Sztuk Pięknych w Krakowie. Najważniejsze budynki swojego projektu zrealizował ze swoim ojcem Józefem Korskim w Łodzi. Pochowany na cmentarzu Rakowickim w Krakowie.

## Konkursy
Witold Korski był nagradzany w wielu konkursach architektonicznych i medalierskich, m.in. za projekty:
- kościoła w Gdyni (1947) – I nagroda,
- odbudowy kościoła św. Aleksandra w Warszawie (1948) – współautor Adolf Szyszko-Bohusz – I nagroda; samodzielnie – IV nagroda równorzędna,
- ukształtowania przestrzennego ośrodka uniwersyteckiego w Łodzi (1949) – współautor Witold Cęckiewicz – IV nagroda,
- Ludowego Obserwatorium Astronomicznego i Planetarium im. M. Kopernika w Warszawie (1956) – współautorzy: Zofia Janowska, Tadeusz Janowski; współpraca Tadeusz Bocheński – I nagroda,
- budynku Teatru Dramatyczno-Muzycznego w Gdyni (1963) – współautor Ryszard Szpila – wyróżnienie II stopnia równorzędne,
- pomnika Ku Czci Ofiar Obozu Zagłady Na Majdanku w Lublinie (1967) – współautor Józef Potępa – wyróżnienie równorzędne,
- Pomnika Harcerzy Bohaterów, Obrońców Ziemi Śląskiej w Katowicach (1969) – współautor J. Potępa – III nagroda,
- gmachu Teatru Muzycznego w Krakowie (1972) – współautorzy: Jan Rączy, W. Glos, Marek Kozień, R. Szpila – II nagroda i II wyróżnienie,
- gmachu opery w Sofii (1973) – współautorzy: W. Glos, J. Rączy, R. Szpila, M. Kozień – III nagroda,
- medalu pamiątkowego z okazji 400-lecia śmierci Giorgio Vasari'ego, Florencja (1974) – II nagroda[6].

## Wybrane realizacje
- Teatr Wielki w Łodzi (1949–1955), wspólnie z Józefem Korskim i Romanem Szymborskim,
- Kościół pw. Św. Teresy i Dzieciątka Jezus i św. Jana Bosko w Łodzi (1950–1963), wspólnie z Józefem Korskim[6],
- Dom Technika w Łodzi (1963-1966) wspólnie z Józefem Korskim[7].
- kaplice w Kurowie Suskim koło Żywca (1969–1970),
- kościół Miłosierdzia Bożego w Krakowie (1980–1985), wspólnie z Wiesławem Glosem i Markiem Kozieniem[6].

## Odznaczenia i nagrody
- Krzyż Oficerski Orderu Odrodzenia Polski
- Krzyż Kawalerski Orderu Odrodzenia Polski (1967)
- Medal Komisji Edukacji Narodowej[6]
- Nagroda Miasta Łodzi (1950) za rozwiązanie architektoniczne Teatru Narodowego w Łodzi[8]
- Odznaka tytułu honorowego „Zasłużony Nauczyciel Polskiej Rzeczypospolitej Ludowej”[6]